# Sân bay Lan Tư

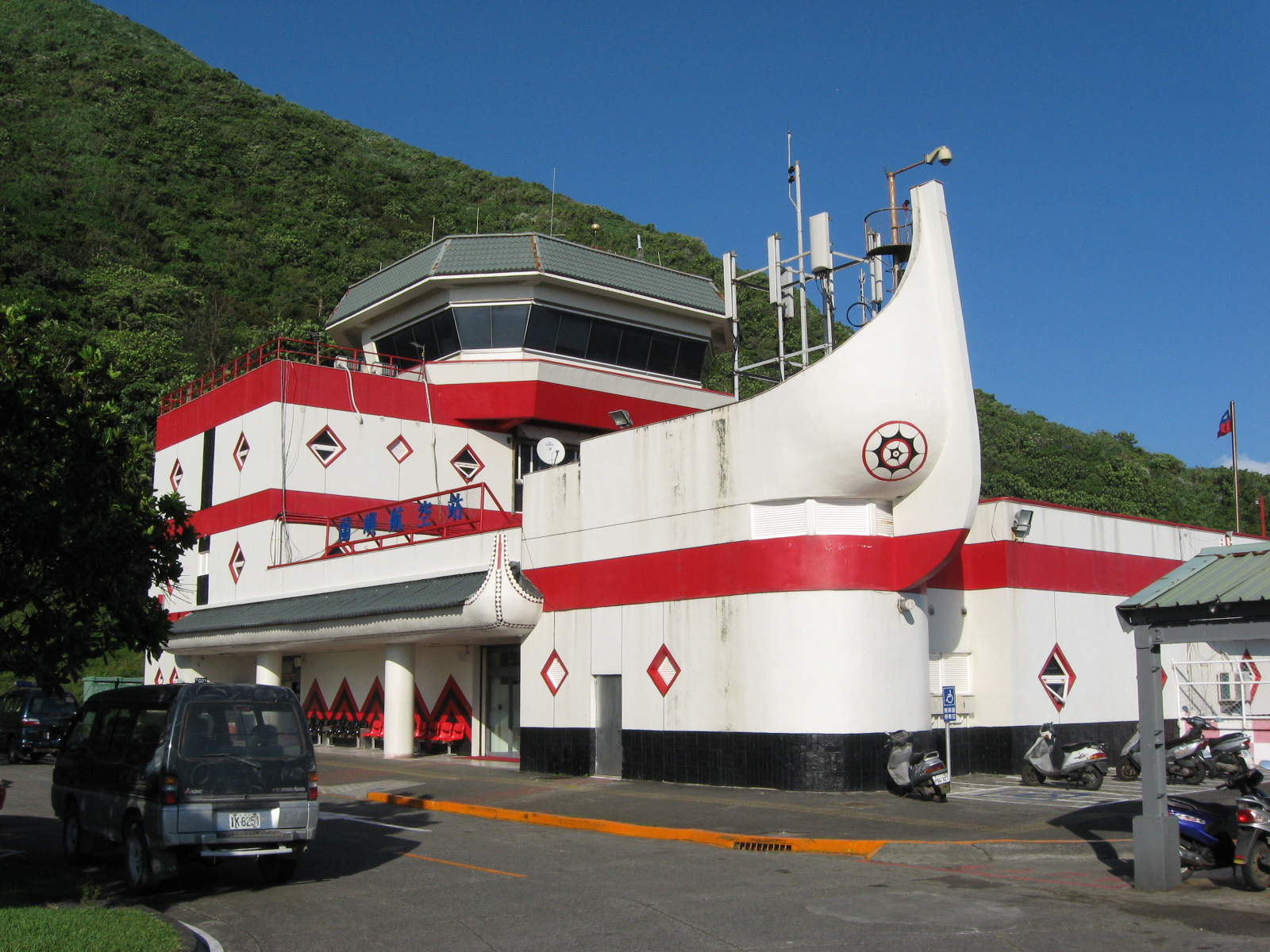
Sân bay Lan Tư

Sân bay Lan Tư (IATA: KYD, ICAO: RCLY) là một sân bay trên đảo Lan Tư, Đài Loan, Trung Hoa Dân quốc. Ban đầu sân bay thuộc kiểm soát của quân đội nhưng kể từ năm 1977 thuộc quản lý của Cục hàng không dân dụng Đài Loan. Sân bay này không phục vụ bay đêm.

## Các hãng hàng không và các tuyến bay
- Daily Air (Đài Đông)
  - 12 chuyến bay nối với Sân bay Đài Đông